# Articolo 41-bis

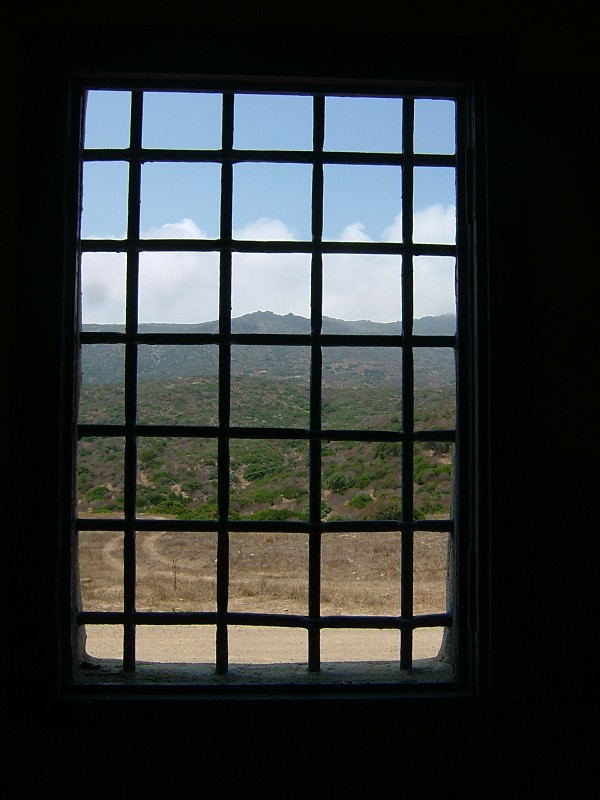
Vista da una grata del carcere dell'Asinara

L'articolo 41-bis è una disposizione dell'ordinamento penitenziario italiano introdotta dalla legge 10 ottobre 1986, n. 663, che prevede un particolare regime carcerario.
Per la rigidità delle prescrizioni carcerarie è anche noto come "carcere duro". 

## Storia
La disposizione venne introdotta dalla cosiddetta legge Gozzini, che nel 1986 modificò la legge 26 luglio 1975, n. 354. In origine l'articolo 41 bis era composto da un unico comma:
La norma aveva quindi una finalità preventiva nei confronti di situazioni di pericolo esclusivamente interne al carcere, come ad esempio la rivolta. Questa norma andava così a completare il quadro delineato dall'articolo 14-bis, anche esso introdotto dalla legge Gozzini, che prevedeva il cosiddetto "sistema di sorveglianza particolare", un istituto applicabile a tutti quei detenuti ritenuti pericolosi a causa dei loro comportamenti all'interno del carcere. Il testo è tuttora immutato dal 1986, complice anche il fatto che questa particolare norma, contrariamente a quella sotto descritta, in realtà non ha praticamente mai avuto alcuna applicazione.
In seguito nel 1992, dopo la strage di Capaci in cui perse la vita Giovanni Falcone, all'articolo si aggiunse un secondo comma disposto con il decreto-legge 8 giugno 1992, n. 306 (cosiddetto Decreto antimafia Martelli-Scotti), convertito nella legge n. 356 del 7 agosto 1992. Il testo è stato poi modificato a più riprese, in particolare la variazione più incisiva fu nel 2002, quello riportato di seguito è l'originale:
Con la nuova disposizione, in presenza di "gravi motivi di ordine e di sicurezza pubblica", si consentiva al Ministro della giustizia di sospendere le garanzie e gli istituti dell'ordinamento penitenziario, per applicare "le restrizioni necessarie" nei confronti dei detenuti condannati, indagati o imputati per i delitti di associazione per delinquere di stampo mafioso, nonché i delitti commessi per mezzo dell'associazione o per avvantaggiarla. L'obiettivo del legislatore era impedire il passaggio di ordini e comunicazioni tra i criminali in carcere e le loro organizzazioni sul territorio. Pertanto in questa seconda ipotesi la ratio è prevenire situazioni di rischio esterne al carcere; in uno stesso articolo il legislatore ha quindi disciplinato due fattispecie diverse per quanto concerne i contenuti, i presupposti e lo scopo.
La misura introdotta da questo secondo comma originariamente aveva carattere temporaneo: infatti la sua efficacia era limitata a un periodo di tre anni dall'entrata in vigore della legge di conversione. Tuttavia fu prorogata una prima volta fino al 31 dicembre 1999, una seconda volta fino al 31 dicembre 2000 e una terza volta fino al 31 dicembre 2002. Il 24 maggio 2002 il Governo Berlusconi II deliberò un disegno di legge di modifica degli articoli 4-bis e 41-bis dell'ordinamento penitenziario, poi approvato dal Parlamento come legge 23 dicembre 2002, n. 279 (Modifica degli articoli 4-bis e 41-bis della legge 26 luglio 1975, n. 354, in materia di trattamento penitenziario), abrogando la norma che sanciva il carattere temporaneo di tale disciplina rendendo il "carcere duro" un istituto stabilmente presente nell'ordinamento penitenziario. Fu previsto inoltre che il provvedimento ministeriale non potesse avere valenza inferiore a un anno né superare i due anni, con eventuali proroghe successive di solo un anno ciascuna; infine il regime di carcere duro venne esteso anche ai condannati per terrorismo ed eversione. La legge 15 luglio 2009, n. 94 ne ha cambiato di nuovo i limiti temporali, tuttora in vigore: il provvedimento può durare quattro anni e le proroghe due anni ciascuna. Secondo le nuove regole i detenuti possono incontrare senza vetro divisore i parenti di primo grado inferiori a 12 anni di età, ma resta il divieto alla detenzione di libri e giornali, tranne particolari autorizzazioni.

## Caratteristiche
La norma prevede la possibilità per il Ministero della giustizia di sospendere l'applicazione delle normali regole di trattamento dei detenuti previste dalla legge in casi eccezionali di rivolta o di altre gravi situazioni di emergenza per alcuni detenuti (anche in attesa di giudizio) incarcerati per reati di criminalità organizzata, terrorismo, eversione e altri tipi di reato.
Il comma 2-quater dell'art. 41-bis prevede che «i detenuti sottoposti al regime speciale di detenzione» siano «ristretti all'interno di istituti a loro esclusivamente dedicati, collocati preferibilmente in aree insulari, ovvero comunque all'interno di sezioni speciali e logisticamente separate dal resto dell'istituto…». In tal modo è stata recepita dalla legge - e, soprattutto, resa assolutamente inderogabile - la prassi seguita in linea di massima dall'Amministrazione penitenziaria, sin dai primi anni novanta, di allocare in apposite e selezionate strutture penitenziarie i detenuti in questione.

### Soggetti destinatari
Il regime si applica ai singoli detenuti ed è volto a ostacolare le comunicazioni degli stessi con le organizzazioni criminali operanti all'esterno, i contatti tra appartenenti a una stessa organizzazione all'interno di un carcere e i contatti tra gli appartenenti a diverse organizzazioni criminali, così da evitare il verificarsi di delitti e garantire la sicurezza e l'ordine pubblico anche fuori dalle carceri.
I soggetti destinatari possibili della misura restrittiva sono puntualmente previsti dalla norma e possono essere solo coloro i quali si trovano detenuti per determinate fattispecie di delitti gravi, facenti spesso capo a contesti delinquenziali associativi, di matrice mafiosa o camorristica oppure di matrice eversiva o terroristica; la misura carceraria in esame serve a tentare di recidere i legami coi contesti delinquenziali di riferimento del detenuto.

### Misure applicabili
Originariamente la legge non specificava tassativamente il contenuto del provvedimento del 41-bis, il che aveva portato la giurisprudenza a identificarne i limiti nell'articolo 14-quater dell'ordinamento penitenziario in forza di una lettura sistematica della disciplina. Questo orientamento rimane tutt'oggi valido ma solo per quanto concerne il 41-bis primo comma, che disciplina i casi di rivolta e le situazioni di emergenza interne al carcere.
Per quanto riguarda il comma 2, introdotto dal D.L. 8 giugno 1992, n. 306 e con lo scopo specifico di stroncare possibili collegamenti tra il detenuto e l'associazione criminale di appartenenza, dal 2002 la legge specifica le misure applicabili:
- Isolamento nei confronti degli altri detenuti. Il detenuto è situato in una camera di pernottamento singola e non ha accesso a spazi comuni del carcere.
- L'ora d'aria è limitata (concessa solamente per alcuni tipi di reato) - rispetto ai detenuti comuni - a due ore al giorno e avviene anch'essa in isolamento.
- Il detenuto è costantemente sorvegliato da un reparto speciale del corpo di polizia penitenziaria il quale, a sua volta, non entra in contatto con gli altri poliziotti penitenziari.
- Limitazione dei colloqui con i familiari (anch'essi concessi solamente per alcuni tipi di reato) per quantità (massimo uno al mese della durata di un'ora) e per qualità (il contatto fisico è impedito da un vetro divisorio a tutta altezza). Solo per coloro che non effettuano colloqui può essere autorizzato, con provvedimento motivato del direttore dell'istituto, un colloquio telefonico mensile con i familiari e conviventi della durata massima di dieci minuti.
- Nel caso di colloqui con l'avvocato difensore i colloqui non hanno limitazioni in ordine di numero e durata.
- Visto di controllo della posta in uscita e in entrata.
- Limitazione delle somme, dei beni e degli oggetti che possono essere tenuti nelle camere di pernottamento (penne, quaderni, bottiglie, ecc.) e anche degli oggetti che possono essere ricevuti dall'esterno.
- Esclusione dalle rappresentanze dei detenuti e degli internati.

La Corte di cassazione, con ripetute sentenze, ha riconosciuto la legittimità della circolare del 2011 e della regolamentazione che essa prevede.

### Delitti puniti
Il "carcere duro" è applicabile per taluno dei delitti indicati dall'articolo 41-bis della legge penitenziaria:
- delitti commessi per finalità di terrorismo, anche internazionale, o di eversione dell'ordine democratico mediante il compimento di atti di violenza;
- delitto di associazione per delinquere di tipo mafioso;
- delitti commessi avvalendosi delle condizioni previste dall'associazione mafiosa ovvero al fine di agevolare l'attività delle associazioni mafiose;
- delitto di riduzione o mantenimento in schiavitù o in servitù;
- prostituzione minorile, consistente nell'indurre alla prostituzione una persona di età inferiore agli anni diciotto ovvero nel favorirne o sfruttarne la prostituzione;
- delitto di chi, utilizzando minori degli anni diciotto, realizza esibizioni pornografiche o produce materiale pornografico ovvero induce minori di anni diciotto a partecipare a esibizioni pornografiche e chi fa commercio del materiale pornografico predetto;
- delitto di tratta di persone;
- delitto di acquisto e alienazione di schiavi;
- delitto di violenza sessuale di gruppo;
- delitto di sequestro di persona a scopo di rapina o di estorsione;
- delitto di associazione per delinquere finalizzata al contrabbando di tabacchi lavorati esteri;
- delitto di associazione finalizzata al traffico di sostanze stupefacenti o psicotrope.

## Casi di revoca del regime
Il regime in 41-bis può essere revocato sostanzialmente in due ipotesi:
- Scadenza del termine senza che sia disposta la proroga;
- Su ordine del tribunale di sorveglianza in caso di reclamo al quale dovesse seguire una decisione di illegittimità del provvedimento.

Fino al 2009 era inoltre possibile la revoca per opera dello stesso Ministro della giustizia nel caso in cui i presupposti che avevano giustificato il carcere duro fossero venuti a mancare, eventualità non più contemplata a seguito delle modifiche introdotte dalla legge n. 94/2009.
Il tribunale di sorveglianza ha revocato l'applicazione della misura nei confronti di Michele Aiello, posto ai domiciliari in quanto sofferente di favismo, e ad Antonino Troia. In entrambi i casi la presidente dell'Associazione familiari delle vittime della strage di via dei Georgofili Giovanna Maggiani Chelli ha contestato la decisione.

## Critiche

### Le reazioni internazionali
- Nel 1995 il Comitato europeo per la prevenzione della tortura e delle pene o trattamenti inumani o degradanti ha visitato le carceri italiane per verificare le condizioni di detenzione dei soggetti sottoposti al regime ex art. 41-bis. Ad avviso della delegazione, questa particolare fattispecie di regime detentivo era risultato il più duro tra tutti quelli presi in considerazione durante la visita ispettiva. La delegazione intravedeva nelle restrizioni gli estremi per definire i trattamenti come inumani e degradanti. I detenuti erano privati di tutti i programmi di attività e si trovavano, essenzialmente, tagliati fuori dal mondo esterno. La durata prolungata delle restrizioni provocava effetti dannosi che si traducevano in alterazioni delle facoltà sociali e mentali, spesso irreversibili[9][10].
- Negli anni 2000 la Corte europea dei diritti dell'uomo è stata varie volte chiamata a pronunciarsi sulla compatibilità del 41-bis con la Convenzione europea per la salvaguardia dei diritti dell'uomo e delle libertà fondamentali e non ha ritenuto la disciplina, in linea di principio, in contrasto con la suddetta Convenzione, ma ne ha censurato singoli contenuti e aspetti attuativi[11][12].
- Nel 2003 Amnesty International ha sostenuto che il 41-bis equivale, in alcuni casi, a un trattamento del prigioniero "crudele, inumano e degradante".[13]
- Nel 2007 un giudice degli Stati Uniti ha negato l'estradizione del boss mafioso Rosario Gambino, poiché a suo avviso il 41-bis sarebbe assimilabile alla tortura.[14][15][16][17][18][19]

### I rilievi di costituzionalità
Il regime di 41-bis applicato per periodi molto lunghi, anche a persone non condannate in via definitiva, è ritenuto da alcuni giuristi come incostituzionale, ma finora le pronunce della Corte costituzionale ne hanno confermato, nell'insieme, la legittimità. 
Nonostante ciò, nelle sentenze del 28 luglio 1993 n.  349., del 19 luglio 1994 n.  357., del 18 ottobre 1996, n.  351 (PDF)., e ancora con la sentenza n.  376. del 1997, la Corte Costituzionale si è espressa sulla compatibilità del regime 41-bis con i principi costituzionali. Già nella prima di queste sentenze, in riferimento alla funzione di rieducazione della pena, sancito dall'art. 27, terzo comma, della Costituzione, la Corte ha rilevato come ai detenuti venissero riservati "trattamenti penali contrari al senso di umanità, non ispirati a finalità rieducativa ed, in particolare, non 'individualizzati' ma rivolti indiscriminatamente nei confronti di reclusi selezionati solo in base al titolo di reato".
Nel 2013 la Corte costituzionale ha inoltre dichiarato illegittime le limitazioni in materia di colloqui con l'avvocato difensore.
Senza dubbio l'aspetto più controverso dell'intero istituto è la conformità tra scopo dichiarato ed effettivo. Una componente importante della dottrina sostiene da anni che in realtà l'intento non sia affatto prevenire eventuali contatti con il crimine organizzato, ma piuttosto esercitare pressione sul detenuto al fine di indurlo a collaborare con la giustizia.

## Le strutture in Italia
In data 5 novembre 2009 il Ministro della giustizia Angelino Alfano ha reso pubblica la decisione del governo di riaprire le carceri di Pianosa e dell'Asinara, penitenziari nei quali sono stati storicamente detenuti i boss mafiosi in applicazione di tale misura. Il ministro dell'ambiente Stefania Prestigiacomo ha invece annunciato che il carcere di Pianosa non riaprirà per motivi ambientali ma si studieranno soluzioni alternative.
Tra le carceri italiane non sono più dotate di strutture idonee il carcere dell'Asinara di Porto Torres (SS), il carcere di Pianosa di Campo nell'Elba (LI), chiusi definitivamente nel 1998, e il carcere delle Murate di Firenze (FI), mentre quelle presenti sono ripartite sul territorio come segue.

### Abruzzo
- Casa Circondariale dell'Aquila (AQ) (carcere con maggior numero di detenuti in 41-bis e l'unico dotato di sezione femminile)[26]
- Casa Circondariale di Sulmona (AQ)

### Campania
- Casa Circondariale di Secondigliano di Napoli (NA)
- Casa Circondariale di Poggioreale di Napoli (NA)

### Emilia-Romagna
- Casa Circondariale di Parma (PR)

### Friuli-Venezia Giulia
- Casa Circondariale di Tolmezzo (UD)

### Lazio
- Casa Circondariale di Rebibbia a Roma (RM)
- Casa Circondariale di Viterbo (VT)
- Casa Circondariale di Latina (LT)

### Lombardia
- Casa Circondariale di Opera di Milano (MI)
- Casa Circondariale di Pavia (PV)
- Casa Circondariale di Voghera (PV)

### Marche
- Casa Circondariale di Ascoli Piceno (AP)

### Piemonte
- Casa Circondariale di Cuneo (CN)
- Casa Circondariale di Novara (NO)

### Puglia
- Casa Circondariale di Foggia (FG)

### Sardegna
- Casa Circondariale di Badu 'e Carros di Nuoro (NU)
- Casa Circondariale di Bancali (SS)
- Casa Circondariale di Massama (OR)
- Casa Circondariale di Mamone a Onanì (NU)
- Casa Circondariale di Uta (CA)

### Umbria
- Casa Circondariale di Spoleto (PG)
- Casa Circondariale di Terni (TR)

### Veneto
- Casa Circondariale di Vicenza (VI)